# Laura Foster
Laura Foster (ca. 1846 til 25. maj 1866), blev myrdet med knivstik den 25. maj 1866.
Laura Foster blev født i den lille by German's Hill (nu i Caldwell County, North Carolina), som det ældste af otte børn. Hendes forældre var Wilson Foster og Martha Bowman.
Laura Foster er alene kendt for sin død. Hun forsvandt i slutningen af maj 1866 fra sit hjem, og hurtigt opstod der rygter om, at hun var stukket af hjemmefra, men senere ændrede rygterne sig til, at hun var blevet myrdet. En af hendes elskere, Thomas C. Dula (kendt som Tom Dooley) blev senere anklaget for mordet, og fængslet tillige med en kvinde, Ann Melton, der blev anklaget for medskyld. Først i september fandt man Laura Fosters lig, men da havde såvel Ann Melton som Thomas Dula siddet fængslet i flere måneder.
Efter flere appeller blev Tom Dooley blev dømt ved en særdomstol i januar 1868, og den 1. maj samme år blev han hængt i byen Statesville. Efter henrettelsen startede sagen mod Ann Melton, men hun blev frikendt.
Der blev skrevet mange sange om denne begivenhed, og i én af disse, med folkesangeren Doc Watson, hedder det blandt andet "Killed poor Laurie Foster; Now you're bound to die".

## Eksterne Kilder
- Foster West, John : The Ballad of Tom Dooley, Parkway Publishers 2002